# Ассута (Ашдод)
Медицинский центр «Ассута Ашдод» — больница общего профиля в Ашдоде, Израиль. Начала работу 4 июня 2017 года, открывалась поэтапно и полностью вступила в строй в ноябре 2017 года. Больница рассчитана на 300 коек и обслуживает население Ашдода и его пригородов.

## История
В течение десятилетий местные власти Ашдода боролись за создание государственной больницы. Жителям Ашдода, нуждающимся в госпитализации, приходилось ездить в медицинский центр «Каплан» в Реховоте или медицинский центр «Барзилай» в Ашкелоне. В 2002 году Кнессет принял закон, предложенный депутатом Софой Ландвер, который заставил государство построить больницу. Однако тендер был объявлен только в 2009 г. Несмотря на многочисленные возражения, тендер выиграла компания «Ассута» (дочерняя компания Maccabi Healthcare Services).
Больница была построена с расчётом на возможные террористические атаки на неё. Здание имеет крепкую конструкцию с толстыми бетонными стенами обеспечивающими надежную защиту, и в случае ракетной атаки нет необходимости перемещать пациентов из операционных, отделений интенсивной терапии, стационарных палат и других важных помещений. Ассута Ашдод — первая в Израиле экологически чистая больница, отвечающая стандартам экологичного строительства и эксплуатации.